# Micropsectra franzi
Micropsectra franzi е вид насекомо от разред Двукрили (Diptera), семейство Хирономидни (Chironomidae). Видът е ендемичен в Австрия.